# Enzo Gainotti
Enzo Gainotti (Parma, 7 maggio 1892 – Brescello, 4 settembre 1962) è stato un attore italiano.

## Biografia
La sua carriera ha inizio a teatro con Ermete Novelli, suo primo maestro, e successivamente con la compagnia di Ugo Bitetti.
A partire dai primi anni venti si associò a diverse compagnie teatrali, lavorando con Luigi Antonelli, Olga Vittoria Gentilli, Ruggero Capodaglio, Luigi Zoncada e Nuto Navarrini.
Nel 1927 recitò nella commedia musicale Mozart di Sacha Guitry. Successivamente la sua carriera si legò a Dina Galli, entrando a far parte in pianta stabile della sua formazione, spesso diretto da Marcello Giorda. Per un breve periodo sostituì il compianto Guido De Rege come spalla del fratello Giorgio
Il suo ruolo di caratterista gli consentì di esordire al cinema rimanendo però relegato a ruoli di secondo piano. Prese parte a circa trenta film, tra i quali vanno ricordati Ninì Falpalà (1933), Il fu Mattia Pascal (1937) e Ti conosco, mascherina! (1943) diretto da Eduardo De Filippo.

## Filmografia

Enzo Gainotti in Grattacieli (1943)

- Ninì Falpalà, regia di Amleto Palermi (1933)
- La fanciulla dell'altro mondo, regia di Gennaro Righelli (1934)
- La maestrina, regia di Guido Brignone (1934)
- L'eredità dello zio buonanima, regia di Amleto Palermi (1934)
- Freccia d'oro, regia di Corrado D'Errico e Piero Ballerini (1935)
- Il serpente a sonagli, regia di Raffaello Matarazzo (1935)
- Milizia territoriale, regia di Mario Bonnard (1936)
- 30 secondi d'amore, regia di Mario Bonnard (1936)
- Il fu Mattia Pascal, regia di Pierre Chenal (1937)
- L'albergo degli assenti, regia di Raffaello Matarazzo (1939)
- Le educande di Saint-Cyr, regia di Gennaro Righelli (1939)
- L'eredità in corsa, regia di Oreste Biancoli (1939)
- Forse eri tu l'amore, regia di Gennaro Righelli (1939)
- L'aria del continente, regia di Gennaro Righelli (1939)
- Imputato, alzatevi!, regia di Mario Mattoli (1939)
- Piccolo hotel, regia di Piero Ballerini (1939)
- Il ladro sono io! di Flavio Calzavara (1940)
- Trappola d'amore, regia di Raffaello Matarazzo (1940)
- Ti conosco, mascherina!, regia di Eduardo De Filippo (1943)
- Gli assi della risata, epis. Ciribiribin e Non chiamarmi Dodo!, regia di Giuseppe Spirito e Roberto Bianchi (1943)
- Tristi amori, regia di Carmine Gallone (1943)
- Non mi muovo!, regia di Giorgio Simonelli (1943)
- 4 ragazze sognano, regia di Guglielmo Giannini (1943)
- Grattacieli, regia di Guglielmo Giannini (1943)
- Il nemico, regia di Guglielmo Giannini (1943)
- Abbiamo vinto!, regia di Robert A. Stemmle (1951)